# Pierre Chappuis (fisico)
Pierre Chappuis (Bremblens, 9 ottobre 1855 – Basilea, 15 febbraio 1916) è stato un fisico svizzero.

## Biografia
I suoi genitori furono il filosofo e agricoltore Jean Louis Chappuis e Louise Charlotte Henriette Roux.
Studiò inizialmente a Basilea. Dal 1877 fu a Lipsia, dove ottenne 2 anni dopo il dottorato con la tesi Sur la condensation des gaz à la surface du verre ("Sulla condensazione dei gas sulla superficie del vetro"). Nel 1880 lavorò all'Istituto di Fisica di Basilea. Dal 1882 al 1902 fu addetto presso il Bureau international des poids et mesures di Sèvres, dove si distinse per l'abilità nel determinare i valori di diverse costanti fisiche, come il punto di ebollizione dello zolfo.
Rilevante il suo lavoro sui termometri, tanto che la scala centigrada del suo termometro a idrogeno venne adottato come standard internazionale il 15 ottobre 1887.
Nel 1889 Chappuis sposò Esther Julie Sarasin (1863–1917), figlia dell'imprenditore e politico locale basilese Rudolf Sarasin (1831–1905) con cui ebbe sette figli.
Dal 1902 ritornò a Basilea per motivi familiari e vi condusse un proprio laboratorio privato. Collaborò con l'Ufficio Federale Svizzero di Metrologia, contribuendo alla stesura dei fondamenti per i trattati internazionali sul sistema metrico. Ricoprì diverse cariche in società scientifiche svizzere, quali la presidenza della Società Nazionale di Ricerca a Basilea dal 1904 al 1906.
Fu candidato al premio Nobel per la fisica nel 1902, 1903 e 1904.
Pierre Chappuis è sepolto al cimitero Wolfgottesacker di Basilea.